# Équipe de France du Tour de France
L'équipe de France du Tour de France est l'équipe nationale cycliste qui représente la France dans le Tour de France de 1947 à 1961 et de 1967 à 1968, époque ou la course était disputée par des sélections nationales.

## Histoire de l'équipe

### Directeurs techniques
- Léo Véron (1947)
- Maurice Archambaud (1948)
- Georges Cuvelier (1949)
- Jean Bidot (1950-1951)
- Marcel Bidot (1952-1961)[1]

## Principaux résultats sur le Tour de France
| - Tour de France - 16 participations (1947, 1948, 1949, 1950, 1951, 1952, 1953, 1954, 1955, 1956, 1957, 1958, 1959, 1960, 1961, 1967) - 90 victoires d'étapes - 6 victoires finales - 13 classements annexes : - 6 Classement par points - 2 Grand Prix de la montagne : 1950 (Louison Bobet), 1951 (Raphaël Géminiani) - 7 Classement par équipes |